# That Mothers Might Live
That Mothers Might Live est un court métrage américain réalisé par Fred Zinnemann et sorti en 1938. Il a remporté l'Oscar du meilleur court métrage en prises de vues réelles en 1939.

## Synopsis
That Mothers Might Live est une étude des efforts réalisés au XIXe siècle par Ignace Philippe Semmelweis, un médecin hongrois, pour améliorer l'hygiène en milieu hospitalier, ce qui a contribué entre autres à sauver la vie de femmes après leur accouchement.

## Fiche technique
- Réalisation : Fred Zinnemann
- Scénario : Herman Boxer
- Production : Metro-Goldwyn-Mayer
- Lieu de tournage: Los Angeles, USC Medical Center
- Image : Harold Rosson
- Musique : David Snell
- Durée : 10 minutes
- Date de sortie : 30 avril 1938

## Distribution
- Shepperd Strudwick : Dr Semmelweis
- John Nesbitt : narrateur